# Rous
Rous je priimek v Sloveniji in tujini. Po podatkih Statističnega urada Republike Slovenije je na dan 1. januarja 2011 v Slovenjiji uporabljalo ta priimek 160 oseb.  

## Znani slovenski nosilci priimka
- Anton Rous (1939—2024), pravnik, gospodarstvenik in politik
- Boštjan Rous, novinar
- Tomaž Okroglič Rous (* 1976), klaviaturist in pevec

## Znani tuji nosilci priimka
- Francis Peyton Rous (1879—1970), ameriški zdravnik, patolog in virolog, nobelovec leta 1966
- James Wilson Rous (1914—1996), ameriški arhitekt
- Stanley Rous (1895—1986), angleški športni funkcionar